# Jürgen Koberch
Jürgen Koberch (auch: Koberg, Kobarg, Kobarch, Koeberch, Kobørges; † zwischen 1603 und 1605) war ein der Eckernförder Bildschnitzerschule zugeordneter Bildschnitzer der Renaissance.

## Leben und Werk
Über Koberchs Leben ist wenig bekannt. Da sein Sohn Detlef, ein Tischler, 1614 als Bürgersohn den Bürgereid leistete, wird Koberch auch selbst Bürger von Eckernförde gewesen sein. Ein zweiter, mit dem Vater gleichnamiger Sohn († 1651) wurde Kleinschmied und legte 1617 den Bürgereid ab.
Das einzige ihm sicher zuzuordnende Werk ist die 1600 geschaffene Kanzel der Marienkirche in Waabs, in deren Schalldeckel sein Name eingeschnitzt ist. Über den Verbleib von zwei Truhen, die 1928 im Thaulowmuseum in Kiel beschrieben wurden, ist nichts bekannt. 1603 erscheint sein Name in einer Rechnung; er hatte neue Kirchenbänke für die Nikolaikirche in Eckernförde hergestellt. In der Liste der Meister des Sniddeker-Amts, in dem Tischler und Bildschnitzer zusammengefasst waren, von 1605 ist er wie auch Ciriacus Dirkes aber nicht aufgeführt, weshalb anzunehmen ist, dass er vorher verstarb.